# Sénéchaussée de Toulouse
En France, avant la Révolution française, la sénéchaussée de Toulouse était une circonscription administrative, financière et judiciaire. Elle était présidée par un sénéchal nommé par le roi, généralement choisi dans la sphère aristocratique, qui jugeait en première instance les affaires criminelles dans lesquelles des membres de la noblesse étaient en cause, et en appel les sentences des juridictions inférieures. Ses décisions pouvaient elles-mêmes faire l’objet d’un appel devant le Parlement de Toulouse.

## Histoire

### Origines
Les sénéchaussées dans le comté de Toulouse ne semblent pas avoir été créées avant 1210. D'après les archives, c'est en 1210 que le comte Raymond VI de Toulouse nomme comme tout premier sénéchal de la ville Raymond de Recaldo. Mais des actes signaleraient deux autres sénéchaux avant ce dernier : Jourdain de Copiac et Clément de Fenouillet. D'autre part, nous trouvons mention de plusieurs personnages qualifiés de « baillis » ou « viguiers » dans des actes de 1203. Les comtes de Toulouse, Raimond VI, puis Raimond VII, créèrent des sénéchaussées pour gouverner leurs domaines, mais le découpage de ces sénéchaussées suivit les conséquences des diverses modifications provoquées par la croisade des Albigeois : les sénéchaussées de Toulouse et d'Agenais furent créées en 1210, celle de Rouergue en 1226, celle de Quercy en 1229. Les sénéchaux étaient des serviteurs choisis par le comte, fidèles et révocables directement par le comte. La sénéchaussée d'Albigeois, créée en 1236, fut réunie à celle de Toulouse en 1251, peu de temps qu'Alphonse de Poitiers et Jeanne de Toulouse furent devenus comte et comtesse de Toulouse.
Cette sénéchaussée comtale devint royale après le rattachement du comté de Toulouse au domaine royal en 1271. Quand le roi Philippe le Hardi recueillit la succession de son oncle Alphonse de Poitiers, il existait quatre sénéchaussées : Toulouse, Agenais, Rouergue et comtat Venaissin.

### Développement
Au milieu du Moyen Âge, la sénéchaussée s'étendait sur un vaste territoire. En 1333, le comté de Foix, qui possédait sa propre sénéchaussée comtale mais ressortissait de la sénéchaussée de Carcassonne pour l'hommage, le service militaire et l'impôt royal, fut rattaché à Toulouse. Avec les sénéchaussées de Beaucaire, de Carcassonne et de Rouergue, elle relevait du Parlement de Toulouse, créé en 1437. La sénéchaussée de Toulouse fut cependant amputée en 1473 par la création de la sénéchaussée de Lectoure.
Au cours du XIVe siècle émergea la notion de province de Languedoc, au cœur de laquelle se trouvait la sénéchaussée de Toulouse. À partir de 1318, les trois ordres des sénéchaussées de la « patria lingue occitane » (Périgord, Quercy, Rouergue, Toulouse, Carcassonne et Beaucaire, parfois Agenais et même Bordelais) étaient assemblés régulièrement à des fins fiscales. Au traité de Brétigny en 1360, le territoire à l'ouest de la Garonne passa sous souveraineté anglaise. Le terme de « pais de la Languedoc » commença à être utilisé pour les seules sénéchaussées de Beaucaire, Carcassonne et Toulouse.
Les sénéchaux furent à partir du XIVe siècle nommés par le représentant du roi dans le Languedoc, gouverneur ou lieutenant général. Ils étaient généralement des seigneurs locaux. Issus de la noblesse, ils menaient parallèlement une carrière militaire et une carrière d'officier royal. Mais ils commencèrent, à partir du XIVe siècle, à perdre de leur importance. L'établissement d'un receveur dans chaque sénéchaussée leur enleva le contrôle des finances royales ordinaires, les finances extraordinaires dépendant déjà des cours des aides.
Les limites de la sénéchaussée changèrent plusieurs fois. Les limites définitives sont à peu près fixées en 1469, fixant la limite occidentale sur la Garonne.
À la fin de l'Ancien Régime, le territoire de la sénéchaussée de Toulouse était divisé en plusieurs lieutenances : Muret, Rivière-Verdun et Saint-Gaudens.

### Disparition
Lors des États généraux de 1789, les 16 députés de la sénéchaussée de Toulouse sont :
- 4 députés du clergé : François de Fontanges, Louis Étienne-Marie Chabanettes, Jean-Joachim Gausserand et Paul Augustin Pons.
- 4 députés de la noblesse : Dominique de Brunet de Castelpers de Panat, Jean des Innocens de Maurens, Jean-Paul-Marie d'Avessens de Saint-Rome et Louis Gaston François de Monstrou-Sauton.
- 8 députés du tiers-État : Jean Arnaud Pascal Raby de Saint-Médard, Pierre Devoisins, Jean-Jacques Monssinat aîné, Jean François Campmas, Jean Antoine Édouard Fos de Laborde, André de Lartigue, Pierre Roussillou et Jean-Baptiste Viguier.

## Siège
À l'origine, les sénéchaux résident dans le château Narbonnais. Ils se déplacent par la suite à proximité immédiate du Château, dans un hôtel connu comme l'hôtel de la Sénéchaussée, entre la rue de la Sénéchaussée (actuelle rue Furgole) et l'ancien rempart romain, à l'emplacement de l'actuelle église du Gésu. Les jardins de l'hôtel s'étendaient jusqu'au rempart médiéval, depuis l'enclos des Hauts-Murats jusqu'à celui du château Narbonnais. 
En 1550, le tribunal, le greffe et les prisons de la sénéchaussée sont transférés dans une maison connue comme la tour de Montmaur, rue de Mirabel (actuelle rue de Rémusat), qui appartenaient à Jacques Dayra Boysson, seigneur de Montmaur, et à son frère Étienne Dayra Boysson. Le sénéchal conserve cependant le vieil hôtel dans lequel il a sa résidence particulière. 
En 1751, le vieil hôtel et les jardins sont vendus à l'Académie des Sciences. Il est cependant saisi au moment de la Révolution, les propriétés des académies et des sociétés savantes ayant été saisies comme bien national, et l'hôtel est acheté par Casimir Marcassus de Puymaurin en 1796.

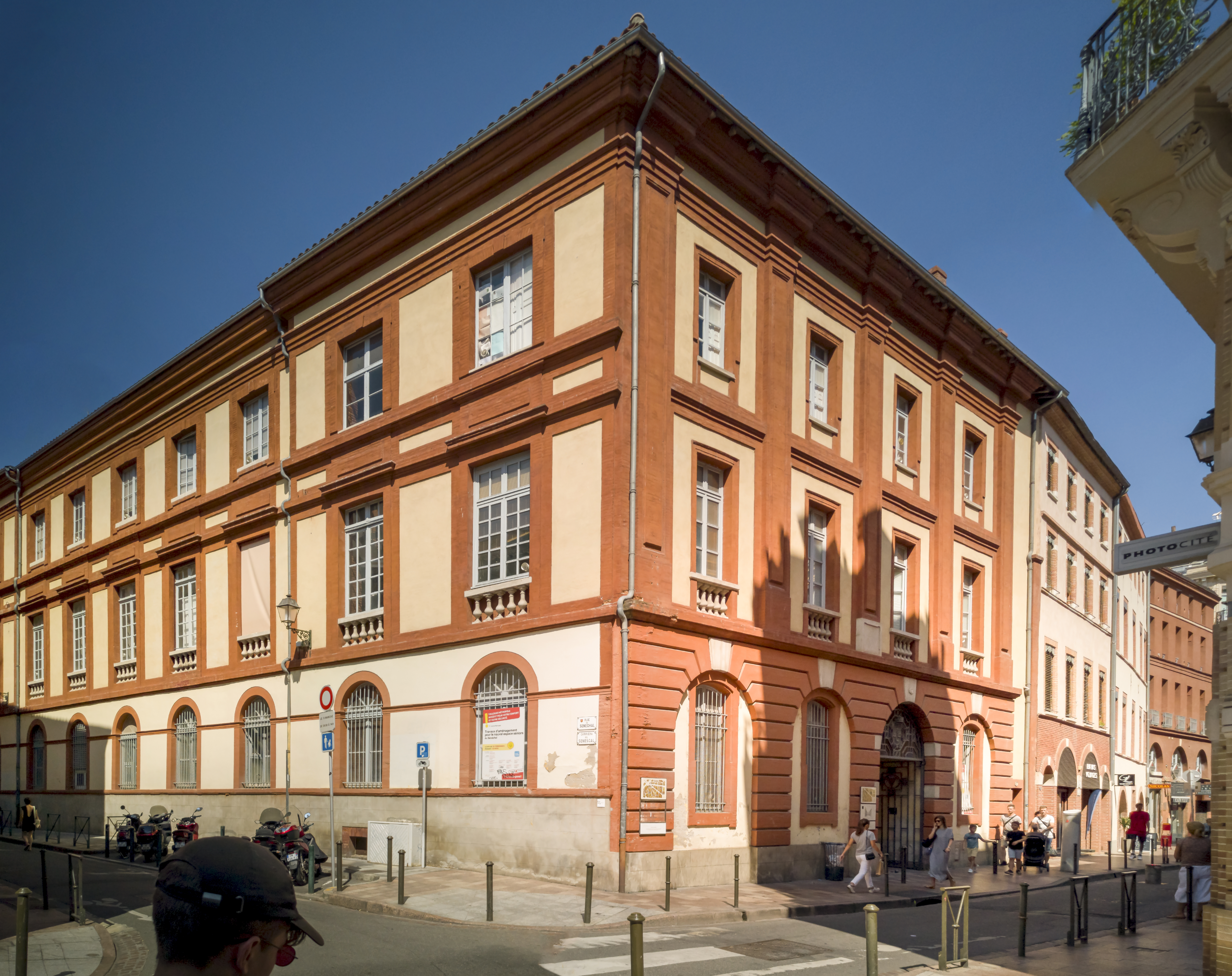
Hôtel du Sénéchal